# Småbilsklass

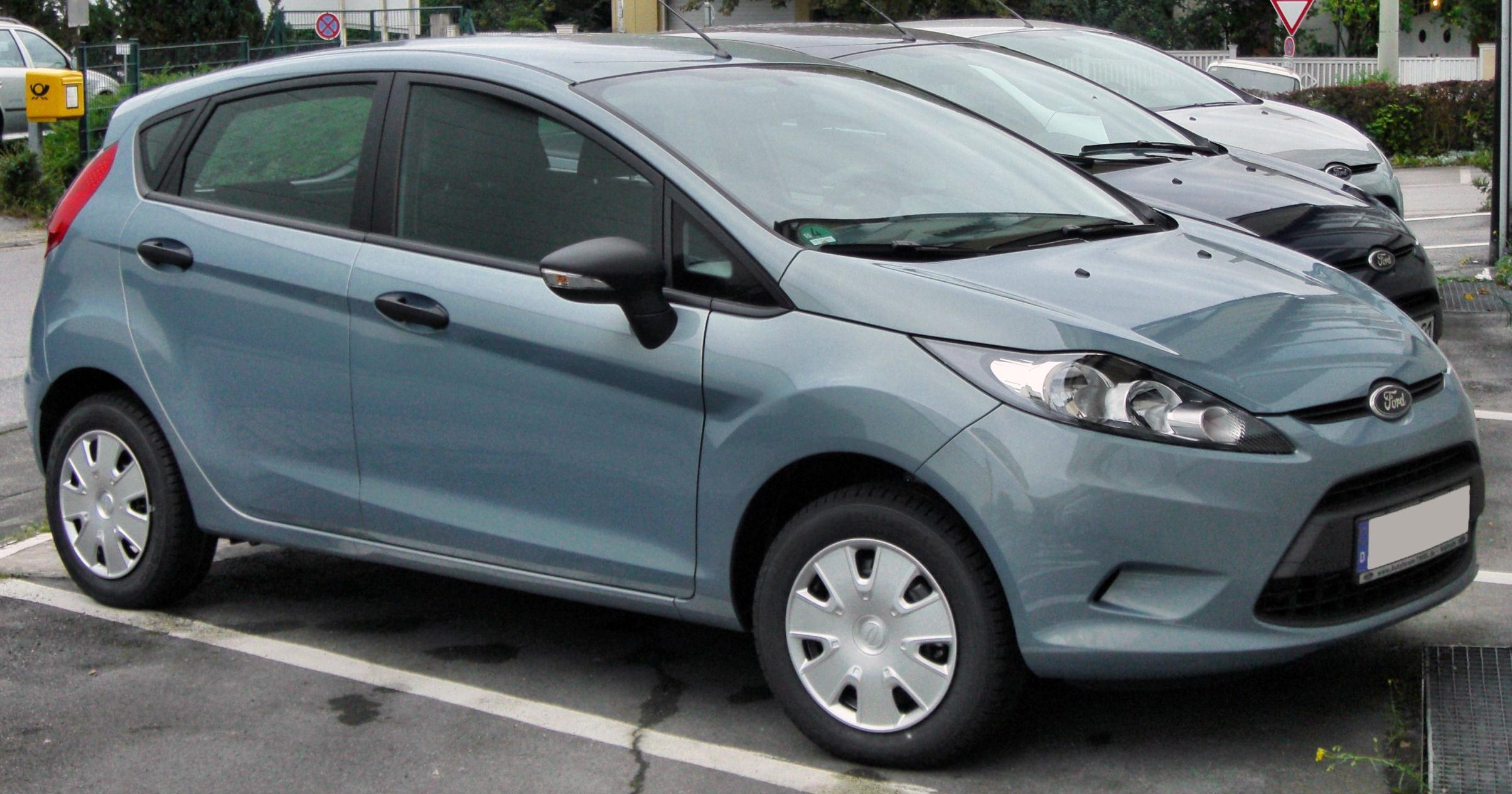
Ford fiesta (tagen 2009)

Småbilsklass är en klass av mindre bilfordon.  Exempel på fordon i småbilsklassen är Ford Ka, Toyota Yaris Chevrolet Aveo, och Volkswagen Polo.

## Yttre länkar
- automotorsport.se - Begagnat: Bästa och sämsta småbilsaffären, 2010-12-28 (varning för javaskript)